# Пляжная корзина

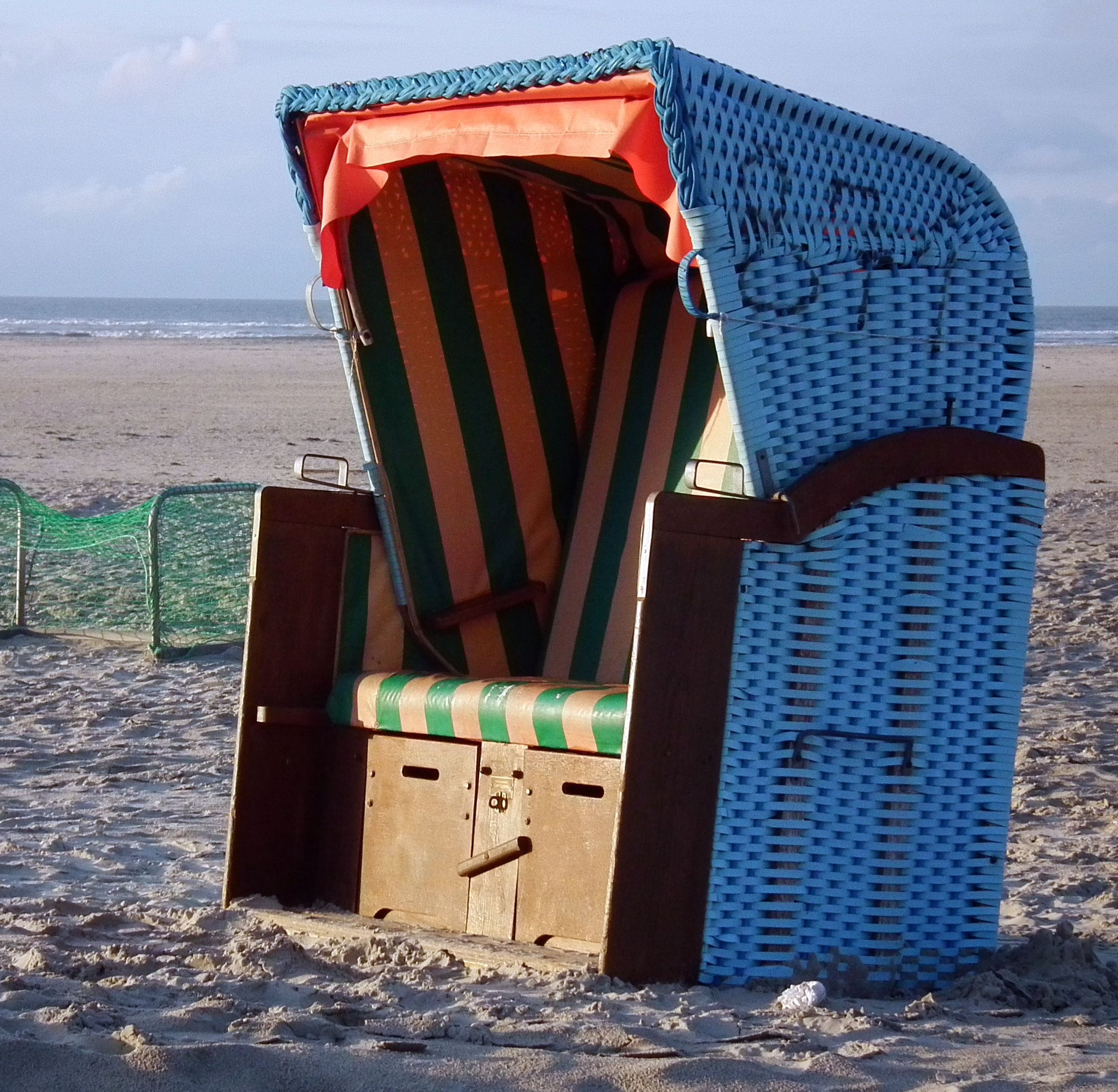
Пляжная корзина

Пля́жная корзи́на или штрандкорб (нем. Strandkorb) — специальное многофункциональное кресло с навесом, для пляжного отдыха полулёжа, изобретённое и наиболее распространённое в Германии.

## Происхождение
Первая пляжная корзина была создана в 1882 году немецким мастером по плетению обычных корзин Вильгельмом Бартельманом. Представляет собой плетёный стул или кабинку с навесом. Благодаря своей подкладке, она защищает от атмосферных воздействий, от ветра, солнца, дождя и песка. В зависимости от модели, выдвижные подножки, навесы и складные столы предлагают пользователю дополнительный комфорт. Считается, что идею изобретателю подала женщина по имени Эльфриде, у которой от холодного ветра были обострения ревматизма, но она хотела продолжать принимать солнечные ванны. Изобретение очень быстро стало настолько популярным, что создатель и владелец мастерской по плетению корзинок открыл несколько филиалов и стал производить не только одноместные, но и двухместные изделия. В настоящее время распространена на германских побережьях Северного и Балтийского морей, а также в других странах.

## В популярной культуре
Пляжные корзины показаны в фильме Билли Уайлдера «В джазе только девушки»: на пляже отеля в Сан-Диего, где остановились герои, установлены пляжные корзины; герой Тони Кёртиса сидит в ажурном штрандкорбе, притворяясь миллионером перед героиней Мерилин Монро. Объяснение такого анахронизма на пляже Калифорнии объясняется тем фактом, что режиссер фильма, Билли Уайлдер был активным туристом в Хиддензее до своей эмиграции в 1933 году.

## Специальные выпуски

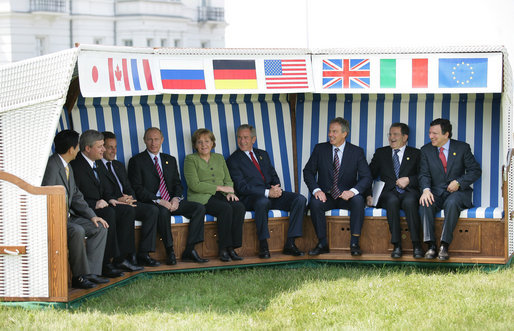
Участники саммита Большой восьмёрки в Хайлигендамме в большой пляжной корзине (7 июня 2007 года).

В июне 2007 года в Хайлигендамме состоялся саммит G8, на котором была представлена специальная 9-местная пляжная корзина, специально предназначенная для лидеров восьми государств-участников и президента Европейской комиссии для фотографии.
Пляжная корзина (почти два метра в высоту и шесть метров в длину) была изготовлена Korb GmbH Heringsdorf на Балтийском острове Узедом. Все сотрудники компании участвовали в производстве данного сооружения, которое длилось три недели. Потребовалось два километра материала для плетения спинки, кубический метр древесины, собранный из домашней сосны, и 35 квадратных метров сине-белой ткани для обивки. Солнцезащитный тент был напечатан с соответствующими флагами стран-участниц.
После мероприятия в течение нескольких месяцев кресло для пляжа перевозилось в разные места в качестве туристического объекта. Среди прочего, он был выставлен в Берлине перед канцелярией канцлера, у Бранденбургских ворот и в день объединения Германии 3 октября 2007 года в Шверине.
В ноябре 2007 года штрандкорб был продан с аукциона в помощь благотворительной организации «Ein Herz für Kinder» («Сердце детям»). Основатель Deutsche Vermögensberatung AG (DVAG) Райнфрид Поль приобрёл его по цене одного миллиона евро.